# Табір-табір
Табір Табір (Англ. Camp Camp) - це американський вебсеріал для дорослих, створений Джорданом Цвірцем та Майлз Луною, для Rooster Teeth. Він розповідає про пригоди, які відбуваються у Таборі Табірдзвін (Англ. Camp Campbell), навколо головного героя Макса і його друзів Ніккі і Ніла а також вожатих Девіда і Ґвен. Прем'єра серіалу відбулася 10 червня 2016 року в рамках акції Rooster Teeth Summer of Animation, який був випущений на веб-сайті Rooster Teeth і на каналі YouTube і тривав чотири сезони, перш ніж піти на тривалу перерву в 2019 році. Після спеціального епізоду, який вийшов у 2023 році, Camp Camp повернувся з п’ятим сезоном, прем’єра якого відбулася 1 березня 2024 року.

## Події
Серіал розповідає про десятирічного  хлопчика на ім’я Макс, який змушений поїхати до літнього табору Camp Campbell, і заводить двох друзів, Ніккі та Ніла.

## Актори та герої

### Головні
- Майкл Джонс (сезони 1–4) і Крішна Кумар (Спеціальний випуск в 2023 - сезон 5) у ролі Макса.
- Елізабет Максвелл у ролі Ніккі.
- Юрі Ловенталь у ролі Ніла.
- Майлз Луна в ролі Девіда.
- Лі Едді (сезони 1–4) і Кейтлін Беккер (Спеціальний випуск в 2023 - сезон 5) у ролі Ґвен.
- Шеннон МакКормік у ролі Квартирмейстера.
- Армандо Торрес у ролі Кемерона «Сі Джей» Кемпбелла Молодшого (5 сезон).

### Другорядні
- Блейн Гібсон у ролі Нурфа.
- Йотам Перел — Гаррісон
- Барбара Данкельман (сезони 1–4) і BlackKrystel (Спеціальний випуск в 2023 - сезон 5) у ролі Нерріс
- Ліндсей Джонс у ролі Космо Малого / Ніла Армстронга Молодшого.
- Джен Браун у ролі Мередіт «Еред» Міллер.
- Джеймс Віллемс в ролі Дольфа.
- Джорден Вітмен (сезони 1–2) і Ніколас Вайндел (сезони 3–5) у ролі Престона.
- Джордан Цвірц, Алена Лекорчик і Майлз Луна в ролі Качкодзьоба.
- Саманта Айрленд у ролі Саші, Табіі та Ерін, розвідників Флауер Скаутів.
- Кірк Джонсон — Едвард Пайкман.
- Данте Баско в ролі Біллі «Снейка» Ніксілпа.
- Джордан Цвірц — Джермі Фарц.

## Епізоди
| Сезон           | Епізоди         | Період          | Період           |
| Сезон           | Епізоди         | Перший показ    | Останній показ   |
| --------------- | --------------- | --------------- | ---------------- |
| 1               | 12              | 10 червня, 2016 | 2 вересня, 2016  |
| 2               | 12              | 9 червня, 2017  | 25 серпня, 2017  |
| Святкові спешли | Святкові спешли | 6 жовтня, 2017  | 11 грудня, 2017  |
| 3               | 12              | 25 травня, 2018 | 10 серпня, 2018  |
| Святкові спешли | Святкові спешли | 5 жовтня, 2018  | 7 грудня, 2018   |
| 4               | 18              | 1 червня, 2019  | 28 вересня, 2019 |
| Святковий спешл | Святковий спешл | 22 грудня, 2019 | 22 грудня, 2019  |
| Літній спешл    | Літній спешл    | 7 липня, 2023   | 7 липня, 2023    |
| 5               | 4               | 1 березня, 2024 | 22 березня, 2024 |

| Загальний № | № в сезоні | Назва                                                                         | Режисер       | Сценарист                | Дата виходу     |
| ----------- | ---------- | ----------------------------------------------------------------------------- | ------------- | ------------------------ | --------------- |
| 1           | 1          | "Escape from Camp Campbell" "Втеча з Табору Табірдзвін"                       | Джордан Цвірц | Джордан Цвірц Майлз Луна | 10 червня, 2016 |
| 2           | 2          | "Mascot" "Маскот"                                                             | Джордан Цвірц | Керрі Шоукросс           | 17 червня, 2016 |
| 3           | 3          | "Scout's Dishonor" "Скаутське безчестя"                                       | Джордан Цвірц | Майлз Луна               | 24 червня, 2016 |
| 4           | 4          | "Camp Cool Kidz" "Табір Крутелики"                                            | Джордан Цвірц | Джордан Цвірц            | 1 липня, 2016   |
| 5           | 5          | "Journey to Spooky Island" "Подорож до Моторошного острова"                   | Джордан Цвірц | Грей Хадок               | 8 липня, 2016   |
| 6           | 6          | "Reigny Day" "День Дольфовління"                                              | Джордан Цвірц | Керрі Шоукросс           | 22 липня, 2016  |
| 7           | 7          | "Romeo & Juliet II: Love Resurrected" "Ромео і Джульєтта II: Любов воскресла" | Джордан Цвірц | Джордан Цвірц            | 29 липня, 2016  |
| 8           | 8          | "Into Town" "До міста"                                                        | Джордан Цвірц | Грей Хадок               | 5 серпня, 2016  |
| 9           | 9          | "David Gets Hard" "Девід стає жорсткішим"                                     | Джордан Цвірц | Майлз Луна               | 19 серпня, 2016 |
| 10          | 10         | "Mind Freakers" "Обман розуму"                                                | Джордан Цвірц | Джордан Цвірц            | 26 серпня, 2016 |
| 11          | 11         | "Camporee" "Змагання таборів"                                                 | Джордан Цвірц | Майлз Луна               | 2 вересня, 2016 |
| 12          | 12         | "The Order of the Sparrow" "Орден Горобця"                                    | Джордан Цвірц | Невідомо                 | 2 вересня, 2016 |

| Загальний № | № в сезоні | Назва                                                             | Режисер       | Сценарист                | Дата виходу     |
| ----------- | ---------- | ----------------------------------------------------------------- | ------------- | ------------------------ | --------------- |
| 13          | 1          | "Cult Camp" "Культистський табір"                                 | Джордан Цвірц | Майлз Луна               | 9 червня, 2017  |
| 14          | 2          | "Anti-Social Network" "Антисоціальна мережа"                      | Джордан Цвірц | Грей Хадок               | 16 червня, 2017 |
| 15          | 3          | "Quest to Sleepy Peak Peak" "Квест на Сонному Піку Піку"          | Джордан Цвірц | Джордан Цвірц            | 23 червня, 2017 |
| 16          | 4          | "Jermy Fartz" "Джермі Фарц"                                       | Джордан Цвірц | Джордан Цвірц Майлз Луна | 30 червня, 2017 |
| 17          | 5          | "Jasper Dies at the End" "Джаспер помирає в кінці"                | Джордан Цвірц | Джордан Цвірц            | 7 липня, 2017   |
| 18          | 6          | "Quartermaster Appreciation Day" "День вдячності Квартирмейстеру" | Джордан Цвірц | Керрі Шоукросс           | 14 липня, 2017  |
| 19          | 7          | "Bonjour Bonquisha" "Бонжур Бонквішія"                            | Джордан Цвірц | Майлз Луна               | 21 липня, 2017  |
| 20          | 8          | "Gwen Gets a Job" "Ґвен шукає роботу"                             | Джордан Цвірц | Грей Хадок               | 28 липня, 2017  |
| 21          | 9          | "Eggs Benefits" "Користь яєць"                                    | Джордан Цвірц | Джордан Цвірц Майлз Луна | 4 серпня, 2017  |
| 22          | 10         | "Space Camp Was a Hoax" "Космічний табір був обманом"             | Джордан Цвірц | Керрі Шоукросс           | 11 серпня, 2017 |
| 23          | 11         | "Cookin' Cookies" "Готуємо печення"                               | Джордан Цвірц | Майлз Луна               | 18 серпня, 2017 |
| 24          | 12         | "Parents' Day" "День батьків"                                     | Джордан Цвірц | Джордан Цвірц Майлз Луна | 25 серпня, 2017 |

| Загальний № | № в сезоні | Назва                                                                           | Режисер       | Сценарист     | Дата виходу     |
| ----------- | ---------- | ------------------------------------------------------------------------------- | ------------- | ------------- | --------------- |
| 25          | 1          | "NIGHT OF THE LIVING ILL" "НІЧ ОЖИВШИХ ХВОРОБ"                                  | Джордан Цвірц | Джордан Цвірц | 6 жовтня, 2017  |
| 26          | 2          | "A Camp Camp Christmas, or Whatever" «Різдво в Таборі Таборі чи ще якась фігня» | Джордан Цвірц | Майлз Луна    | 11 грудня, 2017 |

| Загальний № | № в сезоні | Назва                                                                                | Режисер                                 | Сценарист                           | Дата виходу     |
| ----------- | ---------- | ------------------------------------------------------------------------------------ | --------------------------------------- | ----------------------------------- | --------------- |
| 27          | 1          | "The Fun-Raiser" "Веселощі"                                                          | Джордан Цвірц                           | Майлз Луна                          | 25 травня, 2018 |
| 28          | 2          | "Ered Gets Her Cool Back" "Еред більше не крута"                                     | Джордан Цвірц                           | Едді Рівас                          | 1 червня, 2018  |
| 29          | 3          | "Foreign Exchange Campers" "Іноземці"                                                | Джордан Цвірц                           | Едді Рівас                          | 8 червня, 2018  |
| 30          | 4          | "Nikki's Last Day on Earth" "Останній день Ніккі на Землі"                           | Джордан Цвірц Лі Лахав Орен Мендес      | Джордан Цвірц                       | 15 червня, 2018 |
| 31          | 5          | "Dial M For Jasper" "Джаспер все ще на зв'язку"                                      | Джордан Цвірц                           | Джордан Цвірц                       | 22 червня, 2018 |
| 32          | 6          | "The Lake Lilac Summer Social" "Романтика біля озера Лілак"                          | Джордан Цвірц                           | Майлз Луна                          | 29 червня, 2018 |
| 33          | 7          | "Cameron Campbell the Camp Campbell Camper" "Кемерун Табірдзвін, кемпер Табірдзвіну" | Джордан Цвірц Ісса Бадіола              | Едді Рівас                          | 6 липня, 2018   |
| 34          | 8          | "Something Fishy" "Щось рибне"                                                       | Лі Лахав Орен Мендес                    | Джордан Цвірц                       | 13 липня, 2018  |
| 35          | 9          | "The Candy Kingpin" "Цукерковий канцлер"                                             | Джо Ніколозі                            | Джордан Цвірц                       | 20 липня, 2018  |
| 36          | 10         | "Operation: Charlie Tango Foxtrot" "Операція: Чарлі Танго Фокстрот"                  | Джордан Цвірц Ісса Бадіола(Співрежисер) | Джордан Цвірц                       | 27 липня, 2018  |
| 37          | 11         | "City Survival" "Виживання у місті"                                                  | Лі Лахав Орен Мендес                    | Джордан Цвірц                       | 3 серпня, 2018  |
| 38          | 12         | "Camp Corp." "Корпорація Табір"                                                      | Джордан Цвірц                           | Джордан Цвірц Майлз Луна Едді Рівас | 10 серпня, 2018 |

| Загальний № | № в сезоні | Назва                                                | Режисер       | Сценарист            | Дата виходу    |
| ----------- | ---------- | ---------------------------------------------------- | ------------- | -------------------- | -------------- |
| 39          | 1          | "Arrival of the Torso Takers" "Прибуття перевертнів" | Джордан Цвірц | Лі Лахав Орен Мендес | 5 жовтня, 2018 |
| 40          | 2          | "Culture Day" "День культур"                         | Джордан Цвірц | Лі Лахав Орен Мендес | 7 грудня, 2018 |

| Загальний № | № в сезоні | Назва | Режисер                              | Сценарист                                                               | Дата виходу      |
| ----------- | ---------- | --- | ------------------------------------ | ----------------------------------------------------------------------- | ---------------- |
| 41          | 1          | "Keep the Change" "Зберігайте зміни"                                                                       | Ісса Бадіола Джордан Цвірц           | Джордан Цвірц Майлз Луна Едді Рівас                                     | 1 червня, 2019   |
| 42          | 2          | "Attack of the Nurfs" "Напад Нурфів"                                                                       | Джордан Цвірц                        | Кірк Джонсон                                                            | 8 червня, 2019   |
| 43          | 3          | "Who Peed the Lake" "Хто обісцяв озеро"                                                                    | Джордан Цвірц                        | Лі Лахав Орен Мендес                                                    | 15 червня, 2019  |
| 44          | 4          | "New Adventure!" "Нова пригода!"                                                                           | Ісса Бадіола                         | Кірк Джонсон                                                            | 22 червня, 2019  |
| 45          | 5          | "The Quarter-Moon Convergence" "Квартирмісячна конвергенція"                                               | Ісса Бадіола Джордан Батл Майлз Луна | Джефф Джеймс                                                            | 29 червня, 2019  |
| 46          | 6          | "Follow the Leader" "Слідуй за лідером"                                                                    | Ісса Бадіола                         | Лі Лахав Орен Мендес                                                    | 6 липня, 2019    |
| 47          | 7          | "Preston Goodplay's Good Play" "Хороша гра Престона Гудплея"                                               | Джордан Цвірц                        | Кірк Джонсон                                                            | 13 липня, 2019   |
| 48          | 8          | "After Hours" "Після робочого дня"                                                                         | Ісса Бадіола                         | Едді Рівас                                                              | 20 липня, 2019   |
| 49          | 9          | "Camp Loser Says What?" "Що каже невдаха з табору?"                                                        | Джордан Цвірц Майлз Луна             | Джордан Цвірц                                                           | 27 липня, 2019   |
| 50          | 10         | "Squirrel Camp" "Білковий табір"                                                                           | Джордан Цвірц                        | Джефф Джеймс                                                            | 3 серпня, 2019   |
| 51          | 11         | "Cameron Campbell Can't Handle the Truth Serum" «Кемерун Табірдзвін не може впоратися з сироваткою правди» | Ісса Бадіола                         | Кірк Джонсон                                                            | 10 серпня, 2019  |
| 52          | 12         | "The Forest" "Ліс"                                                                                         | Джо Ніколозі                         | Джо Ніколозі                                                            | 17 серпня, 2019  |
| 53          | 13         | "Campfire Tales" "Історії біля багаття"                                                                    | Джордан Цвірц                        | Джордан Цвірц Лі Лахав Орен Мендес Джефф Джеймс Кірк Джонсон Майлз Луна | 24 серпня, 2019  |
| 54          | 14         | "Fashion Victims" "Жертви моди"                                                                            | Джо Ніколозі                         | Джефф Джеймс                                                            | 31 серпня, 2019  |
| 55          | 15         | "Party Pooper" "Зануда на вечірці"                                                                         | Ісса Бадіола                         | Лі Лахав Орен Мендес                                                    | 7 вересня, 2019  |
| 56          | 16         | "Panicked Room" "Панічна кімната"                                                                          | Ісса Бадіола                         | Кірк Джонсон                                                            | 14 вересня, 2019 |
| 57          | 17         | "The Butterfinger Effect" "Ефект масляного пальця"                                                         | Джордан Батл                         | Едді Рівас                                                              | 21 вересня, 2019 |
| 58          | 18         | "Time Crapsules" "Крапсули часу"                                                                           | Джордан Цвірц                        | Джордан Цвірц Майлз Луна                                                | 28 вересня, 2019 |

| Загальний № | № в сезоні | Назва                                           | Режисер      | Сценарист    | Дата виходу     |
| ----------- | ---------- | ----------------------------------------------- | ------------ | ------------ | --------------- |
| 59          | 1          | "St. Campbell's Day" "День святого Табірдзвону" | Джордан Батл | Джо Ніколозі | 20 грудня, 2019 |

| Загальний № | № в сезоні | Назва                                        | Режисер       | Сценарист                | Дата виходу   |
| ----------- | ---------- | -------------------------------------------- | ------------- | ------------------------ | ------------- |
| 60          | 1          | "With Friends Like These" "З такими друзями" | Аріель Лакруа | Джордан Цвірц Майлз Луна | 7 липня, 2023 |

| Загальний № | № в сезоні | Назва                                                      | Режисер       | Сценарист                 | Дата виходу      |
| ----------- | ---------- | ---------------------------------------------------------- | ------------- | ------------------------- | ---------------- |
| 61          | 1          | "Welcome Back, Campers!" "Ласкаво просимо назад, кемпери!" | Едді Рівас    | Едді Рівас Керрі Шоукросс | 1 березня, 2024  |
| 62          | 2          | "Cloak & Hunt" "Плащ і полювання"                          | Аріель Лакруа | Ендрю Росас               | 8 березня, 2024  |
| 63          | 3          | "The Talk" "Розмова"                                       | Аріель Лакруа | Лі Лахав Орен Мендес      | 15 березня, 2024 |
| 64          | 4          | "Infested" "Заражений"                                     | Аріель Лакруа | Армандо Торрес            | 22 березня, 2024 |